# Pierre Richard
Pierre Richard, all'anagrafe Pierre Richard Maurice Charles Léopold Defays (Valenciennes, 16 agosto 1934), è un attore, regista e cantante francese.

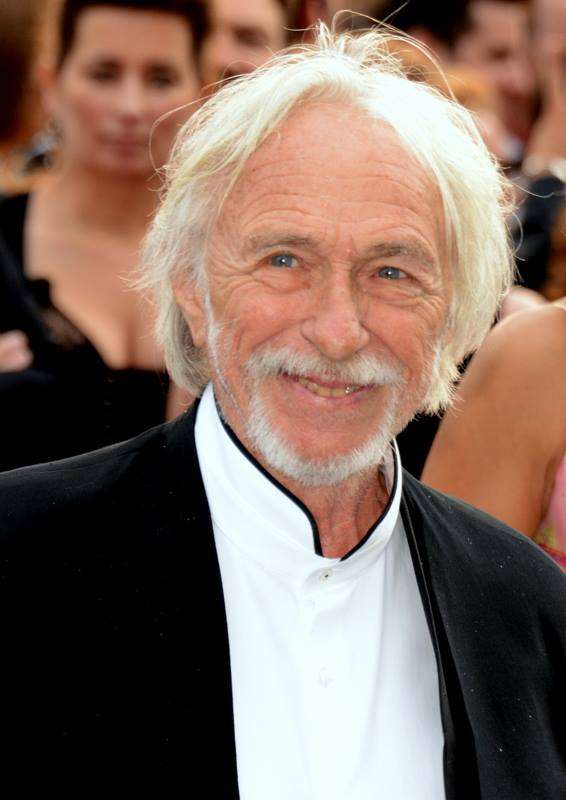
Pierre Richard al Festival di Cannes 2015

Attore comico, spesso interprete di personaggi dal carattere goffo e lunatico, Richard è anche un regista e occasionalmente un cantante.

## Biografia
Pierre Richard nacque in una famiglia borghese di Valenciennes, crebbe con la madre e i nonni e non conobbe mai il padre, che aveva abbandonato la famiglia poco prima della sua nascita dopo aver dilapidato il patrimonio familiare. Nonostante la famiglia desiderasse per lui un "lavoro vero", una volta trasferitosi a Parigi iniziò a studiare contemporaneamente recitazione e kynesiterapia. Cominciò la sua carriera a teatro, dove lavorò con Antoine Bourseiller e si esibì in spettacoli di cabaret a Parigi (come nell'l'Écluse), dove collaborò con Victor Lanoux.
Il suo debutto al cinema avvenne nel 1968 con un piccolo ruolo nel film Alexandre... un uomo felice di Yves Robert. Il suo primo lavoro da regista fu Che carriera che si fa con l'aiuto di mammà!... (1970). Lavorò con Robert ancora in Alto, biondo e... con una scarpa nera (1972), e nel sequel Il grande biondo (1974), entrambi scritti da Francis Veber. Veber fece entrare Richard nel cast del suo primo film, Professione... giocattolo (1976). I due lavorarono spesso insieme durante gli anni ottanta, e dal loro sodalizio nacquero tre importanti commedie, La capra (1981), Les compères - Noi siamo tuo padre (1983) e Due fuggitivi e mezzo (1986), nelle quali Richard faceva coppia con Gérard Depardieu.
Richard lavorò ancora dietro la macchina da presa in On peut toujours rêver (1991) e Droit dans le mur (1997), oltre a recitare per altri registi ma i film di questo periodo non ottennero lo stesso successo. Rallentò quindi l'attività lavorativa, dedicandosi anche alla televisione. Nel 2006 ricevette il César Award alla carriera dall'Académie des Arts et Techniques du Cinema e nel 2018 affiancò Sophie Marceau nel suo film da regista Mrs Mills - Un tesoro di vicina. Richard è un viticoltore. Il suo vigneto, esteso 20 ettari, produce circa 80.000 bottiglie l'anno, incluse circa 12.000 bottiglie di rosé sotto l'etichetta "le Bel Évêque". Ha inoltre un ristorante a Parigi, Au pied de chameau.
Ha due figli entrambi musicisti: Olivier suona il sassofono col gruppo dei "Blues trottoir'" e Christophe suona il basso.

## Filmografia

### Cinema
- Montparnasse (Les Amants de Montparnasse), regia di Jacques Becker (1958) - non accreditato
- Alexandre... un uomo felice (Alexandre le bienheureux), regia di Yves Robert (1968)
- Un idiot à Paris, regia di Serge Korber (1967)
- La prigioniera (La Prisonnière), regia di Henri-Georges Clouzot (1968)
- Testa di sbarco per otto implacabili, regia di Alfonso Brescia (1968)
- Ora X - Pattuglia suicida, regia di Gaetano Quartararo (1969)
- Trois hommes sur un cheval, regia di Marcel Moussy (1970)
- Che carriera che si fa con l'aiuto di mammà!... (Le Distrait), regia di Pierre Richard (1970)
- La Coqueluche, regia di Christian-Paul Arrighi (1971)
- Alto biondo e... con 6 matti intorno (Les Malheurs d'Alfred), regia di Pierre Richard (1972)
- Alto, biondo e... con una scarpa nera (Le Grand Blond avec une chaussure noire), regia di Yves Robert (1972)
- Chi è più matto ha ragione (La Raison du plus fou), regia di Raymond Devos e François Reichenbach (1973)
- Se gli altri sparano... io che c'entro!? (Je sais rien, mais je dirai tout), regia di Pierre Richard (1973)
- Juliette e Juliette (Juliette et Juliette), regia di Remo Forlani (1974)
- Un nuage entre les dents, regia di Marco Pico (1974)
- Ci son dentro fino al collo... (La Moutarde me monte au nez), regia di Claude Zidi (1974)
- Il grande biondo (Le Retour du grand blond), regia di Yves Robert (1974)
- Trop c'est trop, regia di Didier Kaminka (1975)
- Bagarre express (La Course à l'échalote), regia di Claude Zidi (1975)
- Infedelmente tua (On aura tout vu!), regia di Georges Lautner (1976)
- Les Naufragés de l'île de la Tortue, regia di Jacques Rozier (1976)
- Professione... giocattolo (Le Jouet), regia di Francis Veber (1976)
- Sono timido... ma lei mi cura (Je suis timide... mais je me soigne), regia di Pierre Richard (1978)
- La svignata (La Carapate), regia di Gérard Oury (1978)
- C'est pas moi, c'est lui, regia di Pierre Richard (1980)
- L'ombrello bulgaro (Le Coup du parapluie), regia di Gérard Oury (1980)
- La capra (La chèvre), regia di Francis Veber (1981)
- Un chien dans un jeu de quilles, regia di Bernard Guillou (1983)
- Les compères - Noi siamo tuo padre (Les Compères), regia di Francis Veber (1983)
- Le Jumeau, regia di Yves Robert (1984)
- Dialogue de sourds, regia di Bernard Nauer (1985)
- Tranches de vie, regia di François Leterrier (1985)
- Due fuggitivi e mezzo (Les Fugitifs), regia di Francis Veber (1986)
- Mangeclous, regia di Moshé Mizrahi (1988)
- À gauche en sortant de l'ascenseur, regia di Édouard Molinaro (1988)
- Promotion canapé, regia di Didier Kaminka (1990)
- Bienvenue à bord!, regia di Jean-Louis Leconte (1990)
- On peut toujours rêver, regia di Pierre Richard (1991)
- Vieille canaille, regia di Gérard Jourd'hui (1992)
- La Cavale des fous, regia di Marco Pico (1993)
- La Partie d'échecs, regia di Yves Hanchar (1994)
- L'Amour conjugal, regia di Benoît Barbier (1995)
- A Chef in Love, regia di Nana Džordžadze (1997)
- Droit dans le mur, regia di Pierre Richard (1997)
- Scénarios sur la drogue, regia di Franck Chiche (2000)
- 27 baci perduti (27 Missing Kisses), regia di Nana Džordžadze (2000)
- Mariées mais pas trop, regia di Catherine Corsini (2003)
- Les Clefs de bagnole, regia di Laurent Baffie (2003)
- En attendant le déluge, regia di Damien Odoul (2004)
- Le Cactus, regia di Gérard Bitton and Michel Munz (2005)
- Essaye-moi, regia di Pierre-François Martin-Laval (2006)
- E se vivessimo tutti insieme? (Et si on vivait tous ensemble?), regia di Stéphane Robelin (2011)
- Parigi a piedi nudi (Paris pieds nus), regia di Dominique Abel e Fiona Gordon (2016)
- Un profilo per due (Un profil pour deux), regia di Stéphane Robelin (2017)
- Mrs Mills - Un tesoro di vicina (Mrs Mills), regia di Sophie Marceau (2018)
- Ti ripresento i tuoi (La ch'tite famille), regia di Dany Boon (2018)
- Fuga da Villa Arzilla (Les vieux fourneaux), regia di Christophe Duthuron (2018)
- L'angelo dei muri, regia di Lorenzo Bianchini (2021)
- Asterix & Obelix - Il regno di mezzo (Astérix et Obélix: l'Empire du Milieu, regia di Guillaume Canet (2023)
- Jeanne du Barry - La favorita del re (Jeanne du Barry), regia di Maïwenn (2023)

### Regista
- Che carriera che si fa con l'aiuto di mammà!... (Le Distrait) (1970)
- Alto biondo e... con 6 matti intorno (Les Malheurs d'Alfred) (1972)
- Se gli altri sparano... io che c'entro!? (Je sais rien, mais je dirai tout) (1973)
- Sono timido... ma lei mi cura (Je suis timide... mais je me soigne) (1978)
- C'est pas moi, c'est lui (1980)
- On peut toujours rêver (1991)
- Droit dans le mur (1997)

### Televisione
- Malican padre e figlio, regia di Yannick Andréi, Marcel Cravenne e François Moreuil (1967)
- Agence intérim, regia di Marcel Moussy e Pierre Neurrisse (1969)
- Chouette, chat, chien... show, regia di Jacques Samyn (1980)
- Ça va plaire, regia di Jean-Pierre Cassel and Bernard Lion (1980)
- Senza famiglia (Sans famille), regia di Jean-Daniel Verhaeghe (2000)
- Robinson Crusoé, regia di Thierry Chabert (2003)

## Discografia
- 1983: Madame Sardine

## Doppiatori italiani
Nelle versioni in italiano delle opere in cui ha recitato, Pierre Richard è stato doppiato da:
- Gianni Giuliano in Asterix & Obelix - Il regno di mezzo, Jeanne du Barry - La favorita del re
- Massimo Foschi in Testa di sbarco per otto implacabili
- Oreste Lionello in Che carriera si fa con l'aiuto di mammà!...
- Dario Penne in La capra
- Gianfranco Bellini in Due fuggitivi e mezzo
- Omero Antonutti in E se vivessimo tutti insieme?
- Ambrogio Colombo in Un profilo per due
- Claudio Sorrentino in Mrs Mills - Un tesoro di vicina
- Pietro Ubaldi in Il sapore della felicità

## Pubblicazioni
- (FR) Le Kangourou qui n'avait pas de poche, illustrazioni di Marino Degano, Parigi, éditions Nathan, 1988, ISBN 9782092302972.
- (FR) Le Petit Blond dans un grand parc, Parigi, Poket, 1990, ISBN 978-2266034630.